# Karl Cordin
Karl Cordin nació el 3 de noviembre de 1948 en Dornbirn (Austria), es un esquiador retirado que ganó 1 Medalla en el Campeonato del Mundo (1 de plata), 1 Copa del Mundo en disciplina de Descenso y 3 victorias en la Copa del Mundo de Esquí Alpino (con un total de 9 podiums).

## Resultados

### Juegos Olímpicos de Invierno
- 1972 en Sapporo, Japón
  - Descenso: 7.º

### Campeonatos Mundiales
- 1970 en Val Gardena, Italia
  - Descenso: 2.º
- 1974 en St. Moritz, Suiza
  - Descenso: 4.º

### Copa del Mundo

#### Clasificación general Copa del Mundo
- 1968-1969: 18.º
- 1969-1970: 10.º
- 1970-1971: 12.º
- 1971-1972: 28.º
- 1972-1973: 17.º
- 1973-1974: 18.º
- 1974-1975: 22.º
- 1975-1976: 46.º

#### Clasificación por disciplinas (Top-10)
- 1968-1969:
  - Descenso: 6.º
- 1969-1970:
  - Descenso: 1.º
- 1970-1971:
  - Descenso: 3.º
- 1972-1973:
  - Descenso: 6.º
- 1973-1974:
  - Descenso: 6.º

#### Victorias en la Copa del Mundo (3)

##### Descenso (3)
| Fecha                   | Lugar        |
| ----------------------- | ------------ |
| 21 de febrero de 1970   | Jackson Hole |
| 20 de diciembre de 1970 | Val-d'Isère  |
| 18 de diciembre de 1973 | Zell am See  |